# 예루살렘 왕국
예루살렘 왕국(Kingdom of Jerusalem, 1099년 ~ 1291년)은 12세기 말 제1차 십자군의 서유럽 그리스도인들이 팔레스타인을 점령하고 세운 십자군의 왕국으로 거듭된 이슬람의 공격으로 실질적으로 영향력이 거의 없었으나 1291년까지 레반트의 기독교 왕국으로 존재했다.

## 역사
로마 교황청의 호소에 답해 성지로 향한 제1차 십자군은 1099년 예루살렘을 점령하고, 당시 군대의 지도자였던 고드프루아 드 부용이 성묘 수호자로 임명되었다. 왕으로 있던 그리스도가 목숨을 잃은 장소에서 자신이 왕이 되어 같은 절차를 밟게 될 것을 두려워한 나머지 거절했기 때문이다. 고드프루아는 예루살렘을 거점으로 남은 무슬림 세력을 토벌하다가 1100년 예루살렘에서 죽었다. 그의 동생 보두앵(예루살렘의 보두앵 1세)이 뒤를 잇게 되면서 공식적으로 예루살렘의 국왕이란 명칭을 사용하게 된다. 이로써 십자군 국가 예루살렘 왕국이 탄생했다.
예루살렘 왕은 처음엔 십자군에 의해 정복된 에데사 백국, 안티오키아 공국, 트리폴리 백국 등 십자군 국가에 대한 종주권도 갖고 있었다. 이탈리아의 도시국가인 제노바, 피사, 베네치아가 유럽과의 해상교통 및 병참로를 확보하는 것과 더불어 레반트 교역에 종사했다.
원래 십자군은 이해가 대립된 제후들의 연합군이었기에 창립된 현지 제후국도 에데사 백국(블로뉴 백작 등 북부 프랑스 제후), 안티오키아 공국(남부 이탈리아의 노르만인 제후), 트리폴리 백국(툴루즈 백작 등 남부 프랑스 제후)이 그것을 그대로 반영해 서로 대립하였다. 거기에 현지 제후는 이교도와 융화하거나 공존을 목표로 하기 시작한 것에 비해, 새로운 십자군들이나 교회관계자는 이슬람교도와의 전투를 요구했기 때문에 왕국의 방침은 항상 일정하지 않았다. 예루살렘 왕국은 주변의 무슬림 도시 다마스쿠스와 협력 및 성전 기사단 등 종교 기사단의 활약에 의해 영토를 유지했으나, 1144년 이슬람의 사자, 장기에게 에데사 백국을 빼앗기고, 제2차 십자군이 성과를 거두지 못하고 철수하자 다마스쿠스가 장기의 아들 누르 앗 딘에게 지배당하면서 상황은 더욱 악화되었다.
그러나 그 후 약체화된 이집트의 파티마 왕조에 대한 공세를 가해 누르 앗 딘의 부장 시르쿠와 이집트의 지배를 다투었으나, 결국 이집트는 시르쿠의 조카 살라흐 앗 딘의 지배하에 들어가고, 누레딘, 예루살렘 왕 아모리가 같은 시기에 사망했기 때문에 왕국은 살라흐 앗 딘의 강력한 압력을 받게 되었다. 아모리의 사후, 뒤를 계승한 예루살렘의 보두앵 4세는 지병인 나병으로 인해 후사가 없었고 그의 후계자를 둘러싸고 종래 십자군들을 중심으로 한 궁정파와 현지 제후를 중심으로 한 귀족파의 세력다툼이 치열했다.
1187년 누레딘의 사업을 계승한 이슬람의 영웅 살라흐 앗 딘이 하틴 전투에서 예루살렘 왕 기 드 뤼지낭을 격파해 예루살렘을 탈환했다. 예루살렘 왕국은 팔레스타인의 해안쪽으로 쫓겨났고, 서유럽에서 제3차 십자군이 조직되어 성지로 몰려왔으나, 성지탈환은 성공하지 못했다. 그 후 제6차 십자군 당시 시칠리아에서 자라나 아랍어에 능숙한 신성 로마 제국 황제 프리드리히 2세가 외교교섭을 통해 예루살렘을 회복하였으나, 1244년 전체 면적의 3분의 2를 잃어버렸다.
그 후에도 팔레스타인의 십자군 국가는 이집트의 아이유브 왕조에게 아크레항 주변으로 쫓겨났었고 예루살렘 왕국의 이름도 계속 존재했으나, 1291년 이집트의 맘루크 왕조에 의해 아크레를 함락당해 멸망했다.

## 같이 보기
- 십자군
- 팔레스타인의 역사
- 예루살렘 국왕
- 테라 마리아나
- 윌렐무스 티렌시스